# Kogaja-jima
Kogaja-jima (jap. 小臥蛇島) – bezludna wyspa wulkaniczna w północnej części archipelagu Tokara (Tokara-rettō), stanowiącego część archipelagu Nansei (Nansei-shotō). Grupa należy administracyjnie do prefektury Kagoshima, w Japonii. Wyspa ta nie jest zamieszkała i nie daje się do zamieszkania.